# Televisión Nacional Uruguay
Televisión Nacional Uruguay (TNU) je uruguayská veřejnoprávní národní televizní stanice provozovaná Ministerstvem pro vzdělání a kulturu. Začala vysílat 19. června 1963.